# Marina Georgieva-Nikolova
Pour les articles homonymes, voir Georgieva et Marina Georgieva.
Marina Aleksandrova Georgieva-Nikolova , née le 10 juin 1980 à Sofia, est une patineuse de vitesse sur piste courte bulgare.

## Biographie
Elle participe aux épreuves de patinage de vitesse sur piste courte aux Jeux olympiques de 2002 et aux épreuves de patinage de vitesse sur piste courte aux Jeux olympiques de 2010.